# نبرد تل‌عفر (۲۰۰۵)
نبرد تل‌عفر، به مجموعه جنگ و درگیری‌هایی که در سال ۲۰۰۵ و بعد از سرنگونی حکومت صدام حسین در شهر تل‌عفر با همکاری ارتش آمریکا و نیروی زمینی عراق در مقابل نیروهای شورشی و نیروهای القاعده به وقوع پیوست اشاره دارد.